# ویورل مولدووان
ویورل مولدووان (رومانیایی: Viorel Moldovan؛ زادهٔ ۸ ژوئیهٔ ۱۹۷۲) یک بازیکن فوتبال، و سرمربی (فوتبال) اهل رومانی است.
از باشگاه‌هایی که در آن بازی کرده‌است می‌توان به سروت ۱۸۹۰، الوحده امارات، نانت، راپید بخارست، دینامو بخارست، فنرباغچه، باشگاه فوتبال کاونتری سیتی، و گراس‌هاپر زوریخ اشاره کرد.
وی همچنین در تیم ملی فوتبال رومانی بازی کرده‌است.